# Červenka zastávka
Červenka zastávka je železniční zastávka v Července v Olomouckém kraji. Leží v km 1,575 neelektrizované jednokolejné železniční trati Červenka – Senice na Hané mezi stanicí Červenka a dopravnou Litovel. Železniční trať procházející zastávkou byla uvedena do provozu již v roce 1886. Samotná zastávka byla vybudována v druhé polovině roku 2016 nákladem 9 milionů korun. Cestujícím slouží od 11. prosince 2016.

## Popis zastávky
Zastávka leží v intravilánu obce Červenka, konkrétně v její západní části. U zastávky ve směru do stanice Červenka trať v km 1,554 kříží silnici III/4496 (ulice Třebízského). Jedná se o železniční přejezd P6659 vybavený světelným přejezdovým zabezpečovacím zařízením se závorami.
V zastávce je u traťové koleje zřízeno úrovňové nástupiště o délce, které je ve výšce 550 mm nad temenem kolejnice. Zastávka je bezbariérově přístupná. Pro cestující je k dispozici zděný přístřešek. Cestující jsou o jízdách vlaků informováni pomocí rozhlasu.

## Provoz
V jízdním řádu pro rok 2025 zastávku obsluhují pravidelné osobní vlaky Českých drah na lince M41 ve směru Červenka a Senice na Hané. Na lince M42 ve směru Mladeč a Červenka jsou provozovány tři páry osobních vlaků denně, avšak pouze o víkendech a svátcích v době turistické sezóny (od dubna do října).
Zastávka je zařazena do Integrovaného dopravního systému Olomouckého kraje (zóna 81). Na místě není možné zakoupit jízdenku a k odbavení cestujících dochází ve vlaku.